# Шяуляйская академия Вильнюсского университета
Шяуляйская академия Вильнюсского университета (ВУ ША) (лит. Vilniaus universiteto Šiaulių akademija, VU ŠA) — факультет Вильнюсского университета в литовском Шяуляй. 1 января 2021 года Шяуляйский университет (ШУ), основан в 1997 году, был реорганизован и в настоящее время известен как Шяуляйская академия Вильнюсского университета.

## История

### Предпосылки создания
1 мая 1937 года начал свою деятельность Шяуляйский торговый институт (лит. Šiaulių prekybos institutas) — первое высшее учебное заведение в городе. Был образован из Торгового института, переехавшего из Клайпеды. Продолжал работу до 1943 года.
С 1948 по 1954 год в городе существовал Институт учителей — двухлетняя программа подготовки учителей для семилетней школы. В 1954 году на его базе был создан Педагогический институт, с 22 декабря 1962 года по 1989 год — имени Казиса Прейкшаса.
В 1959 году Каунасский политихнический институт (с 1990 года — Каунасский технологический университет) открыл Шяуляйский политихнический факультет.

### Современный период
1 сентября 1997 года Шяуляйский университет начал свою деятельность после реорганизации и объединения Педагогического института и Шяуляйского политехнического факультета.
В 2004 году университет подписал Великую Хартию университетов и стал членом Ассоциации университетов Европы (EUA).

## Реорганизация
10 июня 2020 года Сейм Литвы принял решение о том, что с 1 января 2021 года Шяуляйский университет будет реорганизован путём присоединения к Вильнюсскому университету под названием Шяуляйская академия Вильнюсского университета (лит. Vilniaus universiteto Šiaulių akademija, VU ŠA).

## Структура
Университет обладает правом обучать и выпускать бакалавров, магистров и докторов в областях биомедицины, социальных, гуманитарных, физических и технологических наук и искусств. Обучение проходит на трёх факультетах:
- Факультет социального благополучия и развития наук;
- Факультет социальных и гуманитарных наук и искусств;
- Факультет технологических, физических и биомедицинских наук.

При университете действует Институт эдукалогии и Институт развития регионов.